# Cordillera de Vilcabamba
La cordillera de Vilcabamba es una pequeña cordillera de los Andes en el sur de Perú que se extiende unos 260 km al noroeste de la ciudad de Cusco. La cadena, que muestra claramente la erosión de los ríos, se caracteriza por cañones profundos y alturas de hasta 6.271 m (monte Salcantay). La menos típica de las cimas es la espinal Pumasillo («garra del puma») con 6070 m de altura. Este no es un pico aislado, hay una amplia gama superior. El Pumasillo no puede ser visto desde los pueblos de los alrededores, y aunque su existencia era conocida, sobre mapas apareció en el año 1956. El área de la cadena montañosa incluye ciudades como Vilcabamba y Machu Picchu, y fue el último refugio inca de la conquista española en siglo XVI.

## Descripción
Es un sistema montañoso complejo, que alimenta las nacientes de los ríos Urubamba y Apurímac, con 5 picos de más de cinco mil metros de altitud, en la cabecera de una docena de quebradas subsidiarias, se hallan picos altos y de gran dificultad. Estos nevados son referidos por los cronistas del siglo XVI, cuando mencionan el escenario de la resistencia inca iniciado por Manco Inca.
La Cordillera Vilcabamba contiene tres paisajes principales: aluvial, colinoso y montano. En ellos se presentan los bosques característicos de la vertiente oriental de los Andes y el pajonal de puna en su parte más elevada. Los ríos de la región son notorios por su peligrosa estrechez y sus rápidos que han tallado profundas grietas y cañones.

### Picos más elevados
- Salcantay, 6271 m s.n.m.
- Pumasillo, 6070 m
- Soray, 5910 m[1]
- Lasunayoc, 5960 m[2]
- Sacsarayoc, 5960 m[1]
- Tucarhuay, 5928 m
- Padreyoc, 5771 m
- Panta, 5605 m
- Choquetacarpo, 5520 m
- Humantay, 5450 m[1]
- Camballa, 5400 m
- Huayanay, 5400 m
- Palcay, 5400 m
- Pucapuca, 5400 m
- Corihuaynachina, 5400 m
- Chaupimayo, 5300 m
- Ampay, 5235 m
- Coisopacana, 5176 m
- Choquezafra, 5152 m
- Moyoc, 5150 m
- Ocobamba, 5126 m